# IL36G
IL36G‏ (Interleukin 36 gamma) هوَ بروتين يُشَفر بواسطة جين IL36G في الإنسان.